# Gino cerca chef
Gino cerca chef è un programma televisivo. La prima stagione, composta da 6 episodi, va in onda in Italia il 10 settembre 2020 su Real Time. Gino D'Acampo e Fred Sireix si mettono alla ricerca del talento mettendo a confronto in ogni episodio 9 concorrenti amatoriali e non: in palio un contratto nei ristoranti di Gino!
La prima stagione è stata trasmessa n Italia per la prima volta dall'emittente Real Time con episodi disponibili anche sulla piattaforma Discovery+. La serie è stata rinnovata per una seconda stagione.
| nº | Titolo     | Prima TV Italia   |
| -- | ---------- | ----------------- |
| 1  | Episodio 1 | 10 settembre 2020 |
| 2  | Episodio 2 | 17 settembre 2020 |
| 3  | Episodio 3 | 24 settembre 2020 |
| 4  | Episodio 4 | 1 ottobre 2020    |
| 5  | Episodio 5 | 8 ottobre 2020    |
| 6  | Episodio 6 | 15 ottobre 2020   |